# Büssing DE
Le Büssing DE aussi appelé Jumbo était un autobus à impériale qui a été conçu et produit par les carrossiers de Berlin-Ouest Gaubschat, O & K et D.W.M., sur un châssis Büssing de 1965 à 1974 pour la compagnie de transports urbains berlinoise BVG pour une utilisation à un seul opérateur, le conducteur sans receveur.

## Histoire
Le Büssing DE est le successeur du Büssing D2U ou DF construit pour le BVG de 1965 à 1974 par trois carrossiers Gaubschat, O & K et D.W.M. en plusieurs séries. Comme leurs prédécesseurs, les autobus Büssing DE étaient équipés d'un moteur diesel Büssing U7 de 150 ch placé sous le plancher qui sera remplacé, plus tard, par le moteur Büssing U7D à injection directe développant 156 ch DIN, placé derrière la roue avant droite et d'une boîte de vitesses automatique Voith Diwabus 150 U2 sur les voitures 1659 à 1854 et Voith Diwabus 502-2 sur les voitures 2001 à 2622. Cette transmission engendrait un "hurlement" caractéristique, comme une turbine.
Le Büssing DE est un des premiers autobus à impériale à avoir été conçu par le bureau d'études du BVG pour une utilisation par un seul agent. Par contre, le BVG (Ouest) n'a pas été capable de développer le système de compostage des billets et de contrôle des abonnements au début de l'exploitation des véhicules avec un seul agent. Les réflexes des usagers, habitués à la présence d'un receveur ont perduré d'autant que les véhicules n'ont pas été aménagés avec des bornes de compostage. Le conducteur devait vendre et valider les tickets à détacher d'un carnet en papier fin, valider ceux en correspondance et contrôler les abonnés. Autant de perte de temps aux arrêts qui ont empêché une utilisation rationnelle des véhicules. Au cours des années 1970, les autobus du BVG étaient encore équipés de caisses enregistreuses affectées à chaque conducteur ! Ce n'est qu'à partir de mars 1976, que les premiers autobus ont été équipés de bornes de compostage.
Les deux premiers prototypes du type DE mis en service le 30 octobre 1965, étaient les voitures construites par O & K N° 1750 et 1751, de la série DE 65.
Comme le type DF, il avait une suspension pneumatique et un couloir central abaissé au niveau inférieur, de sorte que malgré la faible hauteur totale sur le pont supérieur, un plancher de niveau avec une disposition des sièges 2 + 2 puisse être créé. En raison de l'utilisation en par un seul agent, le véhicule a bénéficié d'une porte d'accès à deux vantaux face au siège du conducteur et de deux portes pliantes à commande pneumatique à quatre vantaux à l'arrière et au milieu du véhicule. Dans la version berlinoise, cette dernière était complétée par des barres de verrouillage fixées sur les côtés, qui devaient être poussées vers l'extérieur par les passagers sortants afin de libérer la sortie. Cette serrure, dite "barrière pendulaire de Stuttgart", était destinée à empêcher les passagers d'utiliser la porte arrière comme entrée. 
Ces autobus ont inauguré une innovation technique intéressante : la porte de sortie centrale entièrement automatique. La porte s'ouvrait automatiquement lorsque la demande d'arrêt était pressée et le conducteur tirait le frein d'arrêt. Elle se refermait sans que le conducteur ait à faire quoi que ce soit comme dès que le dernier passager avait franchi les barrières pliantes. Le BVG utilise encore ce principe de nos jours avec des barrières lumineuses et des contacteurs sur les marches.
Ces autobus disposaient d'un escalier pour accéder au niveau supérieur, coté à gauche, au centre du véhicule. 
Les deux premières séries, DE 65 et DE 67, avaient des montants de fenêtre plus larges que les séries suivantes. Un inconvénient majeur des premières séries était l'espace restreint réservé au moteur et la boîte de vitesses sous le plancher. Avec le décroché pour abaisser le niveau de l'allée centrale du niveau inférieur et de la sortie centrale, il n'y avait la place que pour le petit moteur Büssing U7 de seulement 7 litres. Bien que sa puissance soit de 156 ch DIN, la vitesse était limitée à 63 km/h et l'autobus peinait significativement même pour franchir les petites pentes qui sont très nombreuses à Berlin. Plusieurs conducteurs ont du faire descendre des passagers lorsque l'autobus était bondé. 
Le BVG a décidé de modifier 135 voitures, construites entre 1976 et 1981, avec l'ajout d'un siège conducteur supplémentaire au-dessus du passage de roue avant gauche en raison d'un surplus de conducteurs et d'un manque d'autobus.[Quoi ?] Le flux de passagers est resté inchangé de l'avant vers le centre.
Au fil des années de production, les détails de la superstructure (largeur des montants de fenêtre, grilles de ventilation et de chauffage, position des escaliers pour accéder au pont supérieur, emplacement des banquettes et de la poussette pour enfants) ont été modifiés.
Répartition des 816 voitures construites :
- DE 65 : voitures N° 1659 à 1794
- DE 67 : voitures N° 1795 à 1854
- DE/DES 68 : voitures N° 2001 à 2200
- DE 70 : voitures N° 2201 à 2303
- DE 71 : voitures N° 2304 à 2330 et 2364 à 2398
- DE 72 : voitures N° 2331 à 2363 et 2399 à 2445
- DE 73 : voitures N° 2446 à 2513
- DE 74 : voitures N° 2516 à 2622

## Séries et années de construction pour le BVG
Dans la numérotation des véhicules du parc de la BVG de Berlin, le Büssing DE a été baptisé par un numéro de type correspondant à l'année de construction qui, très souvent, correspondait à quelques modifications de détail extérieures ou d'aménagement intérieur ou même mécanique à l'initiative des constructeurs. Les autobus Büssing DE ont reçu les numéros de série type suivants :
- 1965 : DE 65 - 146 voitures N° 1659 à 1794[1], Comme de coutume avec les modèles conçus par le BVG, les châssis avec moteur Büssing U7 sont fournis par Büssing tandis que les carrosseries sont fabriquées par les sociétés berlinoises Gaubschat (voitures 1659 à 1704), O & K (1705 à 1749) et Deutsche Waggon und Maschinenfabriken - DWM (1750 à 1794). Ces autobus ont été livrés entre octobre 1965 et février 1967.

- 1967 : DE 67 - 60 voitures N° 1795 à 1854[2]. Construction par Gaubschat de septembre 1967 à septembre 1968. Les voitures N° 1808 et 1815 ont testé le nouveau moteur Büssing U7D à injection directe. Au cours du 4e trimestre 1979, les voitures 1821, 1823, 1825, 1838, 1840, 1841, 1843, 1845 & 1854 ont été & équipées d'un chauffage auxiliaire Webasto tandis que le voitures 1842 & 1846 ont reçu un chauffage Dreiha. En 1978, vu leur état très dégradé, les voitures 1835 et 1854 ont été cannibalisées en servant de réservoir de pièces détachées.

- 1968 : DE/DES 68 - 200 voitures N° 2001 à 2200[3]. Afin de pouvoir remplacer de manière très urgente les autobus type D2U de 1952/1955, le BVG a commandé au tout début d'année 1968 deux cents voitures à O & K (2001 à 2100), Waggon-Union (2101 à 2150) et Gaubschat (2151 à 2200).

- 1970 : DE 70 - 103 voitures N° 2201 à 2303[4].

- 1971 : DE 71 - 62 voitures N° 2304 à 2330 & 2364 à 2398[5]. Carrosseries Gaubschat (2304 à 2330) et O & K (2364 à 2398). Chauffage du pont supérieur modifié. Les voitures N° 3006 & 3007 ont été les premières voitures test à être équipées en usine d'un deuxième escalier pour accéder au niveau supérieur. À la suite de la chute du mur de Berlin, 28 voitures de cette série ont été remises au BVB de Berlin Est à l'été 1990.

- 1972 : DE 72 - 80 voitures N° 2331 à 2363 & 2399 à 2445[5]. La livraison de cette série a pris beaucoup de retard, les dernières voitures ont été livrées le 30 mai 1973. Cette série a fait l'objet de modifications importantes au niveau de l'aménagement intérieur afin de permettre un accès simplifié des poussettes d'enfants. les voitures N° 2331, 2421 et 2445 ont testé la première machine composteur de tickets. Toutes les voitures ont été radiées entre juin 1981 et décembre 1985.

- 1973 : DE 73 - 68 voitures N° 2446 à 2513[6]. Cette série a été livrée avec presque un an de retard, tous fabriqués par Gaubschat. En avril 1974, la voiture N° 2496 devait être exposée à Zurich. Pour circuler hors d'Allemagne (Suisse et Italie) il a fallu ajouter un frein moteur de sécurité sur l'échappement, dont aucun modèle n'était pourvu. Les feux arrière ont également du être modifiés afin de séparer les feux rouges de position des feux stop. Les Lettres MAN ont remplacé le lion et les lettres du logo Büssing sur la calandre. Ces dispositions techniques ont été reprises sur la série suivante.

- 1974 : DE 74 - 107 voitures N° 2516 à 2622[7]. La série DE 74 est la dernière de ce type construits par Waggon Union (N° 2516 à 2590) et Gaubschat (N° 2591 à 2622). Dès le mois d'août 1972, le BVG avait décidé, à la suite des nouvelles dispositions des normes européennes, auxquelles l'industrie automobile allemande devait aussi se conformer, de renoncer à acheter le type Büssing/MAN DE. En effet, le moteur diesel Büssing placé sous le plancher utilisé jusqu'alors ne répondaient plus aux normes minimales de performance européennes et leur production a été arrêtée. Un autre moteur était disponible mais ne pouvait pas être logé dans le compartiment de l'autobus. La seule solution était de placer le moteur en porte à faux à l'arrière du véhicule mais cela nécessitait le développement d'un nouveau type d'autobus.

La série Büssing/MAN DE a été remplacée par la série MAN SD 200 en 1974.